# Walt Disney Motion Pictures Group
Walt Disney Motion Pictures Group (tidigare: Buena Vista Motion Pictures Group) var en av världens största filmkonsortier, en av Hollywoods så kallade "Big Six Studios" (övriga fem var 20th Century Fox, NBC Universal, Paramount Pictures, Sony Pictures och Warner Bros. Entertainment). 
Företaget grundades 1998 och var en tidigare division inom Walt Disney Company som ansvarade för övervakning av filmproduktioner för Walt Disney Pictures, Touchstone Pictures och Hollywood Pictures. Divisionen kom senare att ingå i Walt Disney Studios.